# Сепа (Ляене-Сааре)
Се́па (ест. Sepa küla) — село в Естонії, у волості Ляене-Сааре повіту Сааремаа.

## Населення
Чисельність населення на 31 грудня 2011 року становила 16 осіб.

## Географія
Край села проходить автошлях 118 (Симера — Кярла — Удувере).

## Історія
До 12 грудня 2014 року село входило до складу волості Каарма.

## Пам'ятки природи
На північ від села розташовується заказник Сепа (Sepa hoiuala) (VI категорія МСОП). Площа — 111,5 га.